# 楊秉和
楊秉和（16世紀—16世紀），字節甫，雲南雲南府昆明縣人，明朝政治人物。

## 生平
楊秉和是嘉靖十九年（1540年）庚子科雲南鄉試舉人，授臨漳知縣，推卻饋遺，政平德和，百姓安居樂業，陞眉州知州，再陞汝寧同知，遇上崇王府奪去民地，朝廷久久未能判決，他向崇王朱翊𨰜上陳利害，對方最終歸還土地，人們都稱他廉能，歷任刑部員外郎，其後自行辭官。

## 引用
1. 1 2  光緒《昆明縣志·卷六·黎獻志第十一》：楊秉和，字節甫，嘉靖庚子舉人，初宰臨漳，卻金辨獄，繼擢知汝寧府，會宗府奪地自益，疏聞下臺臣久不決，秉和慷慨啟王陳利害，卒還所奪地以歸民，時稱廉能，厯官刑部員外郎，後乞歸。
2. ↑  光緒《臨漳縣志·卷七·列傳一》：楊秉和，雲南昆明舉人，政平德和，百姓安業，陞眉州守。 府志